# Box-office Italie 1967-1968
Cet article traite du box-office de la saison cinématographique 1967-1968 en Italie.

## Les 20 premiers
Les films sont classés selon les recettes réelles de la Société italienne des auteurs et éditeurs (SIAE, Società Italiana degli Autori ed Editori), fournies par les volumes Platea in piedi exprimées en lires italiennes,,. Lorsque les données SIAE pour le nombre d'entrées ne sont pas disponibles, les recettes réelles ont été divisées par le prix moyen du billet à l'époque, estimé à 297 lires en  1967-68.
Pour certains titres étrangers, les données SIAE ne sont pas disponibles, la position dans le classement est obtenue sur la base des données disponibles auprès du Giornale dello spettacolo,.
| Rang | Titre                                     | Pays                                                                  | Réalisateur             | Recettes Italie (lires) | Entrées Italie |
| ---- | ----------------------------------------- | --------------------------------------------------------------------- | ----------------------- | ----------------------- | -------------- |
| 1    | Helga, de la vie intime d'une jeune femme | Drapeau : Allemagne de l'Ouest                                        | Erich F. Bender         | 2 400 000 000           | 8 080 808      |
| 2    | On ne vit que deux fois                   | Drapeau du Royaume-Uni                                                | Lewis Gilbert           |                         |                |
| 3    | Les Douze Salopards                       | Drapeau des États-Unis                                                | Robert Aldrich          |                         |                |
| 4    | Dieu pardonne... moi pas !                | Drapeau de l'Italie                                                   | Giuseppe Colizzi        | 2 067 440 000           | 6 961 077      |
| 5    | Le Dernier Jour de la colère              | Drapeau de l'Italie                                                   | Tonino Valerii          | 1 997 410 000           | 6 725 286      |
| 6    | Belle de jour                             | Drapeau de la France · Drapeau de l'Italie                            | Luis Buñuel             | 1 822 925 000           | 6 137 795      |
| 7    | Devine qui vient dîner...                 | Drapeau des États-Unis                                                | Stanley Kramer          |                         |                |
| 8    | Bandits à Milan                           | Drapeau de l'Italie                                                   | Carlo Lizzani           | 1 768 051 000           | 5 953 034      |
| 9    | Dans la chaleur de la nuit                | Drapeau des États-Unis                                                | Norman Jewison          |                         |                |
| 10   | Bonnie et Clyde                           | Drapeau des États-Unis                                                | Arthur Penn             |                         |                |
| 11   | La Mafia fait la loi                      | Drapeau de l'Italie                                                   | Damiano Damiani         | 1 335 244 000           | 4 495 771      |
| 12   | La mort était au rendez-vous              | Drapeau de l'Italie                                                   | Giulio Petroni          | 1 261 929 000           | 4 248 919      |
| 13   | La Belle et le Cavalier                   | Drapeau de l'Italie · Drapeau de la France                            | La Belle et le Cavalier | 1 232 130 000           | 4 148 586      |
| 14   | Casino Royale                             | Drapeau du Royaume-Uni · Drapeau des États-Unis                       | Val Guest               |                         |                |
| 15   | Les Russes ne boiront pas de Coca-Cola    | Drapeau de l'Italie                                                   | Luigi Comencini         | 1 182 157 000           | 3 980 327      |
| 16   | Oscar                                     | Drapeau de la France                                                  | Édouard Molinaro        |                         |                |
| 17   | Le Dernier Face à face                    | Drapeau de l'Italie · Drapeau de l'Espagne                            | Sergio Sollima          | 1 116 721 000           | 3 760 034      |
| 18   | Les Deux Flics                            | Drapeau de l'Italie                                                   | Giuseppe Orlandini      | 1 080 931 000           | 3 639 980      |
| 19   | Le Prophète                               | Drapeau de l'Italie                                                   | Dino Risi               | 1 071 601 000           | 3 608 084      |
| 20   | Blow-Up                                   | Drapeau du Royaume-Uni · Drapeau de l'Italie · Drapeau des États-Unis | Michelangelo Antonioni  |                         |                |